# Elezioni legislative nei Paesi Bassi del 2006
Le elezioni legislative nei Paesi Bassi del 2006 si tennero il 22 novembre per il rinnovo della Tweede Kamer. In seguito all'esito elettorale, Jan Peter Balkenende, espressione di Appello Cristiano Democratico, fu riconfermato Ministro-presidente.

## Risultati
| Liste                                           | Voti      | %     | Seggi |
| ----------------------------------------------- | --------- | ----- | ----- |
| Appello Cristiano Democratico                   | 2 608 573 | 26,51 | 41    |
| Partito del Lavoro                              | 2 085 077 | 21,19 | 33    |
| Partito Socialista                              | 1 630 803 | 16,58 | 25    |
| Partito Popolare per la Libertà e la Democrazia | 1 443 312 | 14,67 | 22    |
| Partito per la Libertà                          | 579 490   | 5,89  | 9     |
| Sinistra Verde                                  | 453 054   | 4,60  | 7     |
| Unione Cristiana                                | 390 969   | 3,97  | 6     |
| Democratici 66                                  | 193 232   | 1,96  | 3     |
| Partito per gli Animali                         | 179 988   | 1,83  | 2     |
| Partito Politico Riformato                      | 153 266   | 1,56  | 2     |
| Één Paesi Bassi                                 | 62 829    | 0,64  | –     |
| Lista 5 Fortuyn                                 | 20 956    | 0,21  | –     |
| Partito Unito degli Anziani                     | 12 522    | 0,13  | –     |
| Altri <0,10%                                    | 24 612    | 0,25  | –     |
| Totale                                          | 9 838 683 | 100   | 150   |